# Pebble-eiland
Pebble eiland (En.: Pebble Island) is een van de Falklandeilanden. Het ligt ten noorden van West-Falkland. Het eiland is ongeveer 88 km² en is een schapenboerderij sinds 1846.
Het eiland kan worden opgedeeld in het moerassige oosten, bekend om zijn watervogels, en het heuvelachtige westen, bekend om zijn pinguïns. De twee helften van het eiland zijn door een landengte verbonden. Ten oosten van de landengte ligt de nederzetting Pebble.
Sinds 1869 is het hele eiland familie eigendom van de Welshe familie Harris. In december 2018 werd het te koop gesteld.
Op het eiland zijn een vliegveld, golfbaan en hotel te vinden.
Tijdens de Falklandoorlog (1982) was het eilandje bezet door Argentijnse troepen en werd het door hen sterk gefortificeerd. Pebble-eiland werd door de SAS bestormd en bevrijd. Op het eiland vindt men gedenktekens voor de HMS Coventry en de Argentijnse Lear Jet, beide vernietigd tijdens het 1982-conflict.
Nabijgelegen eilanden zijn Gouldingeiland, Middle-eiland, Oosteiland, Rabbiteiland en Pebble-eilandje.